# 성복고등학교
성복고등학교(星福高等學校)는 대한민국 경기도 용인시 수지구 성복동에 있는 공립 고등학교이다.

## 학교 연혁
- 2011년 1월 15일 : 36학급 설립 인가
- 2011년 3월 1일 : 초대 성낙호 교장 취임
- 2011년 3월 3일 : 제1회 입학식(남 248명, 여 147명 계 395명)
- 2014년 2월 6일 : 제1회 졸업식(남 200명, 여 128명 계 328명)
- 2022년 9월 1일 : 제5대 이순교 교장 취임
- 2023년 12월 29일 : 제11회 졸업식(남 180명, 여 161명 계 341명)
- 2024년 3월 4일 : 제14회 입학식(남 211명, 여 195명 계 406명)

## 참고 자료
- 성복고등학교 - 한국교육학술정보원 학교알리미